# Institut de physique théorique et expérimentale
L'Institut de physique théorique et expérimentale (en russe : Институт теоретической и экспериментальной физики — ИТЭФ) est un institut de recherche multidisciplinaire situé en Russie dans le district municipal de Tcheriomouchki dans l'ancienne banlieue de Moscou. L'institut effectue des recherches dans les domaines de la physique théorique et mathématique, de l'astrophysique, de la physique des particules à haute énergie, de la physique nucléaire, de la physique des plasmas, de la physique des solides, de la nanotechnologie, de la physique des réacteurs et des accélérateurs, de la physique médicale et de l'informatique. Il a également une vocation de formation pour étudiants et chercheurs.
L'institut occupe une partie de l'ancien domaine de Tcheriomouchki-Znamenskoïe représentatif de l'architecture et l'art paysager de la période XVIIIe siècle-XIXe siècle.

## Histoire
L'institut est créé le 1er décembre 1945 par Abraham Alikhanov sous le nom de « Laboratoire n°3 de l'Académie des sciences de l'URSS » avec pour objectif la conception d'un réacteur nucléaire à eau lourde et des études sur les rayons cosmiques sous la direction de Lev Landau et Isaac Pomerantchouk. Au fil des ans, l'institut a élargi son programme de recherche à la physique des particules à haute énergie, l'astrophysique, la physique médicale et d'autres domaines connexes. Le nom actuel de l'institution a été attribué par décret du Præsidium du Soviet suprême en date de novembre 1958.

## Activités
L'institut mène des recherches scientifiques originales dans plusieurs domaines de la physique, en particulier en physique théorique sur la théorie quantique des champs et la théorie des cordes. La recherche expérimentale comprend la participation à de grands projets internationaux tels que les expériences LHC du CERN ainsi que des projets basés sur l'utilisation d'un cyclotron dont le premier exemplaire date de 1948. La machine actuellement utilisée permet l'obtention de faisceaux de particules chargées de 100 MeV.

## Prix décerné
L'Institut décerne annuellement le prix Pomerantchouk.